# چارلز فایزر
چارلز فایزر (به آلمانی: Charles Pfizer)(به انگلیسی: Charles Fyzer) (زاده ۲۲ مارس ۱۸۲۴ - درگذشته ۱۹ اکتبر ۱۹۰۶) کارآفرین و شیمی‌دان آلمانی بود، که در اکتبر سال ۱۸۴۸ به ایالات متحده آمریکا مهاجرت کرد.  و در سال ۱۸۴۹ شرکت داروسازی فایزر را در ایالات متحده آمریکا راه‌اندازی کرد؛ با پسر عموی خود، چارلز اف. ارهارت، در سال ۱۸۴۹، به عنوان Chas. Pfizer & Co. Inc
 امروزه فایزر بزرگترین شرکت‌ تولید دارو در جهان می‌باشد.

## زندگی و خانواده
او "کارل کریستین فردریش فایزر" از پدر و مادری اهل آلمان به نام کارل فردریک فایزر و کارولین کلوتز به دنیا آمد. مانند پسر عموی بزرگتر خود که برادر زنش نیز بود و بعدها شریک تجاری آینده‌‌اش هم شد، یعنی کارل ارهارت فایزر در لودویگسبورگ، پادشاهی وورتمبرگ("آلمان کنونی") به دنیا آمد.(هر دو در این شهر متولد شدند). در سالهای اولیه زندگی، به عنوان شاگرد داروخانه مشغول به کار شد. او در اکتبر ۱۸۴۸ به ایالات متحده مهاجرت کرد. فایزر در سال ۱۸۵۹ با آنا هاوش در زادگاهش لودویگسبورگ ازدواج کرد. او در یکی از سفرهایش به اروپا برای برقراری ارتباط با صادرکنندگان مواد خام، همسرش هاوش را ملاقات کرد. این زوج دارای شش فرزند بودند که پنج‌نفر از آنها تا بزرگسالی عمرکردند.آنها:چارلزجونیور(۱۸۶۰-۱۹۲۸)،گوستاووس(۱۸۶۱-۱۹۴۴)،امیل(۱۸۶۴-۱۹۴۱)، هلن جولیا(متولد۱۸۶۶، که با سر فردریک دانکن، بارونت دوم ازدواج کرد). آلیس(که با بارون باکوفن فون اچت اتریشی ازدواج کرد)، و در نهایت آنا که یک سال بیشتر زنده نماند(۱۸۷۵-۱۸۷۶) چارلز پسر‌بزرگش و دختر‌بزرگش امیل نیز برای شرکت فایزر کار می کردند. خانواده در کلینتون هیل مجلل بروکلین زندگی می کردند. فایزر یک کلیسای لوتری در نیویورک ساخت.

## کار و حرفه
در سال ۱۸۴۹، او برای خرید یک ساختمان تجاری در ویلیامزبورگ، بروکلین، ۲۵۰۰ دلار از پدرش قرض گرفت. او سپس شرکت فایزر را بنیان گذاشت. شرکت سهامی فایزر با توجه به تجربه چارلز فایزر در شیمی و سابقه شریک او(ارهارت) به عنوان یک شیرینی پز، این شرکت در ابتدا به تولید طعم دهنده های غذا، آماده سازی ید و اسید سیتریک برای تولید نوشابه مشغول بود. آنها همچنین سانتونین، یک ضد انگل تولید کردند که بعداً تولید آن را به سایر مواد شیمیایی گسترش دادند. شریک تجاری و پسر عموی فایزر، چارلز اف. ارهارت، نیز با خواهرش، فرانسیس، ازدواج کرد و برادر زنش نیز شد. زمانی که ارهارت فوت کرد، در سال ۱۸۹۱، قرارداد مشارکت آنها به اجرا درآمد، که بر اساس آن شریک بازمانده می‌تواند سهم دیگری از شرکت را به ازای نیمی از ارزش موجودی آن بخرد. چارلز فایزر به سرعت از این گزینه استفاده کرد و به وارثان شریک خود ۱۱۹.۳۵۰ دلار برای نیمی از تجارت ارهارت پرداخت. او به مدت ۵۱ سال تا سال ۱۹۰۰ میلادی زمانی که فوت کرد، به عنوان رئیس شرکت باقی ماند که این شرکت بعدها بعنوان بزرگترین شرکت تولید دارو و مواد شیمیایی تاریخ به ثبت رسید. سپس چارلز فایزر جونیور اولین رئیس شرکت شد. بعدها برادرش امیل جانشین او شد.

## سال ۱۹۰۶-آسیب و مرگ
فایزر در ۱۹ اکتبر ۱۹۰۶ در سن ۸۲ سالگی در خانه تابستانی خود، "لیندگِیت" در شهر نیوپورت ایالت رود آیلند درگذشت. البته محل اقامت اصلی او در کلینتون هیل، بروکلین، نیویورک بود. مرگ او به دنبال سقوط از پله‌ ها، چند هفته قبل که در پی حادثه‌ ای دستش شکست و بیشتر مجروح شد، رخ داد. او در قبرستان گرین وود نیویورک به خاک سپرده شد.